# بقم
درخت بَقَم (به انگلیسی: Logwood) با نام علمی: هماتوکسیلوم کامپکیانوم (به انگلیسی: Haematoxylum Campechianum) یا بَکَم یا جوز ماثل از گونه گیاهان گلدار و از خانواده حبوبات باقلائیان است که بومی نواحی جنوب مکزیک و شمال آمریکای مرکزی است. اسم علمی این درخت هایماتوزیلین است که به زبان یونانی، معنی درخت خون می‌دهد.
بقم از دوران قدیم به عنوان یک رنگ طبیعی استفاده می‌شده و هم‌اکنون نیز به عنوان یک منبع مهم هایماتوزیلین، که در بافت شناسی برای رنگ کردن بافت‌ها استفاده می‌شود. برگ و پوست آن نیز کاربردهای دارویی فراوانی دارند. همچنین در گذشته یک رنگ متنوع محسوب می‌شده و به‌طور گسترده روی پارچه و حتی کاغذ استفاده می‌شده که رنگ آن، وابسته به شرایط دندانه‌دار کردن و میزان پی‌اچ متفاوت است . در شرایط اسیدی به سوی قرمز و در شرایط قلیایی به سوی آبی گرایش خواهد داشت.

## نگارخانه

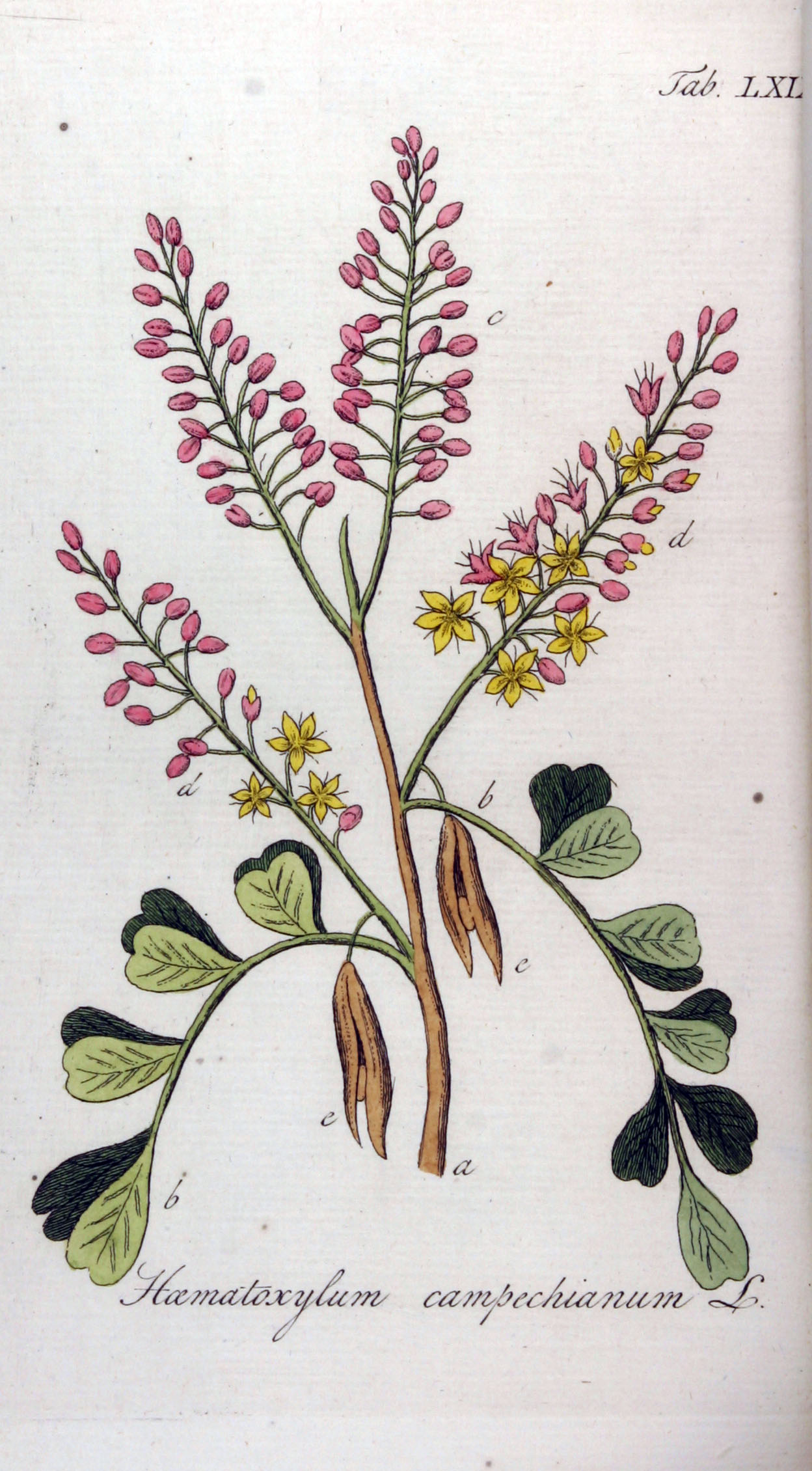
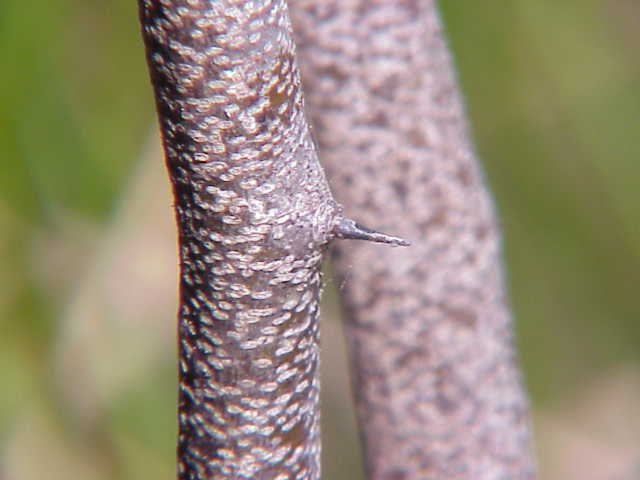